# 慧與科技
慧與科技公司（英語：Hewlett Packard Enterprise，縮寫為 HPE），跨國資訊科技公司，總部位於美國德克薩斯州斯普林。前身為惠普公司的企業級產品部門，2015年11月由惠普公司中拆分成立。主要業務是為大型企業與中小型企業，針對雲端及伺服器等設備，為企業用戶提供電腦硬體製造與軟體服務。

## 歷史
2015年11月1日，慧與科技正式由惠普公司中拆分。11月2日，其股票在紐約證交所發行。
2016年5月25日，慧與科技（HPE）分拆旗下企業服務部門（HP Services），與Computer Sciences Corp.(CSC)電腦系統諮詢公司合併，創立一間年收入260億美元的資訊科技服務供應商。這項交易預期將給惠普企業股東帶來85億美元所得，其中包括新公司CSC HPE Enterprise Services50%的股份、15億美元股息，並承擔25億美元債務和其它負債。惠普企業分拆的服務業務包括惠普2008年以139億美元收購的電子資料系統。
2016年9月7日，英國Micro Focus以25億美元現金和合併後新公司Micro Focus的50.1%股權，合共斥資88億美元收購慧與科技旗下非核心軟體資產。
2016年，官方中文公司名稱定名為「慧與科技」。
2017年2月16日 CSC與HPE Enterprise Services完成合併後的新公司將命名為DXC Technology，新公司預訂於2017年4月3日正式成立。
2017年3月9日，慧與科技以每股12.5美元、總計10.9億美元現金，約2億美元非既得股權（unvested equity awards），收購快閃儲存供應商Nimble Storage。
2017年10月16日，DXC Technology分拆旗下美國公共部門(USPS)業務部並同時收購Vencore Holding和Keypoint Government Solutions合併成立新公司——Perspecta Inc.(NYSE:PRSP)，獨立上市。
2019年1月9日，DXC Technology以每股59.00美元現金、總計20億美元現金，收購Luxoft Holding, Inc (NYSE:LXFT)、Luxoft將保留其品牌並以「DXC Technology旗下公司」的型態運作。
2019年5月17日，慧與科技以每股35美元、總計13億美元現金，收購美國超級電腦系統商克雷公司。
2021年7月1日，慧與科技以 3.74 億美元收購 Zerto。 Zerto 是一種具有 IT 彈性的一體化災難恢復、數據保護和雲移動解決方案 。
2023年1月5日，慧與科技出售持有的新華三集團所有股權給清華控股旗下紫光集團下屬子公司紫光股份有限公司

## 外部連結
- 慧與美國（美式英语）
- 慧與香港（英文）
- 慧與台灣（繁體中文）
- 慧與中國（简体中文）